# 페루 전국주의연대
전국주의연대(全國主義連帶, Alianza Electoral Unidad Nacional)는 2000년 12월 15일을 기하여 창당되었으며 2008년 12월 18일을 기하여 폐지 및 해체된 지난날 21세기 페루의 중도보수정당이다.